# Miguel da Paz
Miguel da Paz (španjolski: Miguel de la Paz de Avís y Trastámara; portugalski: Miguel Da Paz de Avís e Trastámara; Zaragoza, 24. kolovoza 1498. – 19. srpnja 1500.) asturijski je princ, sin portugalskog kralja Manuela I. Portugalskog i Izabele Kastiljske, kćerke Katoličkih kraljeva. Njegova majka Izabela umrla je pri porodu, a njegov otac se poslije toga oženio njenom tetkom, Marijom Aragonskom, s kojom je imao još osmero djece.
Smrću njegove majke, Miguel je dobio tituli princa Asturije i Jerone, prijestolonasljednika Krune Aragona i Kastilje. Kao Manuelov sin, bio je prijestolonasljednik Portugala. Da nije prerano umro, ujedinio bi Iberijski poluotok pod jednu krunu.
Sahranjen je u Toledu, no danas se njegovi posmrtni ostatci nalaze u Kraljevskoj kapeli u Granadi, zajedno s posmrtnim ostatcima njegove tetke, Ivane Lude i njenog muža, Filipa Lijepog, te njegovih predaka, Izabele Katoličke i Ferdinanda Katoličkog.
Njegovom smrću uništen je i san o ujedinjenju Iberijskog poluotoka, do kojeg je ipak došlo u razdoblju od 1580. pod vladavinom španjolskog kralja Filipa II., a trajalo je sve do vladavine Filipa IV.